# Christian Holst (fodboldspiller)
 Der er flere personer med dette navn, se Christian Holst.
Christian Lamhauge Holst (født 25. december 1981 i Svendborg) er en færøsk/dansk tidligere fodboldspiller, der har spillet for flere forskellige danske klubber, senest for Fremad Amager. Han har også spillet for Thurø, Svendborg, Lyngby og fra sommeren 2008 til 2014 for Silkeborg IF. Holst spillede offensiv midtbane og angriber. 
Holst er født og opvokset i Danmark med en færøsk mor og dansk far, og derfor kunne han vælge, om han ville spille for Færøernes fodboldlandshold. Han spillede 50 landskampe for Færøerne og scorede seks mål.
Han blev i 2014 lærer på Brøndby Idrætsefterskole, hvor han var lærer og træner i et år. I 2015 blev han lærer på Københavns Idrætsefterskole hvor han arbejdede både som lærer og træner.
I 2018 blev han ansat på Stenhus Kostskole som lærer i samfundsfag, religion, dansk og historie.

## Trænerkarriere

### Hvidovre IF
I august 2016 blev Holst ansat som angrebstræner for Hvidovre IF.

### BK Frem
Den 20. april 2017 blev det officielt, at Holst blev ansat som ny specifiktræner i BK Frem.